# Viktoriya Shkoda
Viktoriya Shkoda (Moscou, 21 de dezembro de 1999) é uma futebolista russa que atua como zagueira e lateral direita pelo Kubanochka Krasnodar no Campeonato de Futebol Feminino Russo.
Shkoda jogou pelas seleções femininas russas Sub-17 e Sub-20. Em 29 de junho de 2017, ela foi incluída pela técnica Elena Fomina na lista de 23 jogadoras que representaram a Rússia no Campeonato Europeu de Futebol Feminino de 2017.